# Jonny Buckland
Jonathan Mark "Jonny" Buckland (født 11. september 1977) er en engelsk musiker og multi-instrumentalist, bedst kendt for at være guitarspiller i det britiske rockband Coldplay. Han er gift med smykkedesigneren Chloe Lee-Evans.